# Елизабет фон Ханау
Елизабет фон Ханау (на немски: Elisabeth von Hanau; * ок. 1395; † 25 май 1475) от Ханау е чрез женитба графиня на Хоенлое-Вайкерсхайм. 
Тя е дъщеря на господар Улрих V фон Ханау (ок. 1370 – 1416) и съпругата му графиня Елизабет фон Цигенхайн (ок. 1375 – 1431), дъщеря на граф Готфрид VIII († 1394) фон Цигенхайн и съпругата му Агнес фон Брауншвайг († 1416), дъщеря на херцог Ернст I фон Брауншвайг-Гьотинген, сестра на княз Ото I фон Брауншвайг-Гьотинген (1340 – 1394). Сестра е на Агнес († 1446), абатеса на манастир Кларентал 1422 г., и на Аделхайд, монахия в Кларентал (fl. 1410/1426).
Елизабет фон Ханау умира на 25 май 1475 г. и е погребана в манастир Гнадентал, фамилната гробница на род Хоенлое.

## Фамилия
Елизабет се омъжва преди 11 февруари 1413 г. за граф Албрехт I фон Хоенлое-Вайкерсхайм (* 1371; † 16 юни 1429), син на граф Крафт III фон Хоенлое-Вайкерсхайм († 1371) и Анна фон Лойхтенберг († 1390), дъщеря на ландграф Улрих I фон Лойхтенберг († 1334) и Анна фон Хоенцолерн-Нюрнберг (1310 -1340). Те имат седем деца:
- Георг фон Хоенлое-Вайкерсхайм (1417 – 1470), каноник в Трир
- Аделхайд цу Хоенлое, монахиня в Нойманастир 1426
- Албрехт II († 1490), граф фон Хоенлое и Цигенхайн
- Агнета фон Хоенлое-Вайкерсхайм, монахиня в манастир Кларентал 1426
- Анна цу Хоенлое († 8 септември 1440), монахиня в манастир Кларентал
- Крафт V фон Хоенлое-Вайкерсхайм (ок. 1429 – 1472), женен 1431 за графиня Маргарета фо Йотинген (1430 – 1472)
- Елизабет фон Хоенлое-Вайкерсхайм († 1488), омъжена 1. ок. 1441 за Лудвиг V фон Лихтенберг (1417 – 1474) и 2. пр. 31 август 1476 за граф Хуго XIII (XI) фон Монфор-Ротенфелс-Арген-Васербург (ок. 1450 – 1491)